# Conticosta
Conticosta là một chi ốc biển, là động vật thân mềm chân bụng sống ở biển trong họ Turridae.

## Các loài
Các loài thuộc chi Conticosta bao gồm:
- Conticosta petilinus (Hedley, 1922)[2]